# Paul Raci
Paul Raci (ur. 7 kwietnia 1948) – amerykański aktor polskiego pochodzenia.
Rodzice jego ojca przybyli do USA z Polski krótko po II wojnie światowej (ich syn, Mitchell Racibożyński, urodził się w New Jersey), a rodzice jego matki, Laurel, byli polską rodziną z Chicago. Jego rodzice byli głuchoniemi, a dziadkowie porozumiewali się między sobą po polsku.
W 2021 r. nominowany do Oscara w kategorii najlepszy aktor drugoplanowy za Dźwięk metalu.